# Diazometano

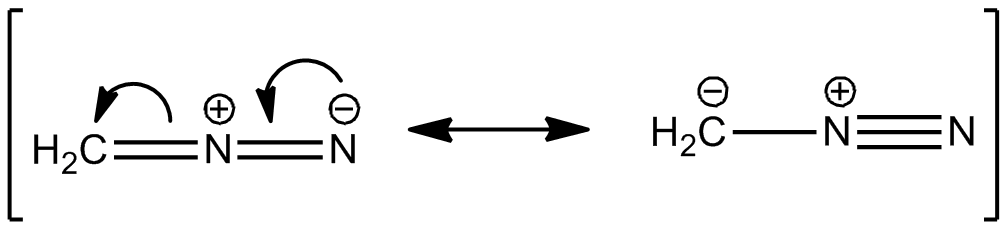
Resonancia del diazometano.

El diazometano es un compuesto orgánico de fórmula CH2N2. Se presenta como un gas amarillo muy tóxico, que bajo ciertas condiciones puede resultar explosivo.
Esta sustancia puede ser descrita mediante varias estructuras de Lewis, y se considera que la molécula es un híbrido de resonancia de dos formas resonantes.
El diazometano se prepara por tratamiento de una N-metil-N-nitrosoamida, como Diazald o MNNG, con una disolución concentrada de hidróxido de potasio (KOH). La preparación se lleva a cabo en una mezcla de dos fases que consta de éter y KOH acuoso. El diazometano se disuelve en el éter a medida que se va formando.
Se usa, por lo general, como disolución etérea diluida para poder manejarlo de forma segura.

## Metilación
El diazometano reacciona con alcoholes (R-OH) para transformarlos en éteres (R-OCH3). Esto sucede tanto para alcoholes como para ácidos carboxílicos. Ésta es la reacción que da con ácidos carboxílicos para transformarlos en sus respectivos ésteres metílicos (Metilación de Vollhardt), reacción que se ve favorecida cinéticamente por la formación de N2 gaseoso(el N2 abandona el medio de reacción desplazando el equilibrio a la derecha por Le Chatelier).

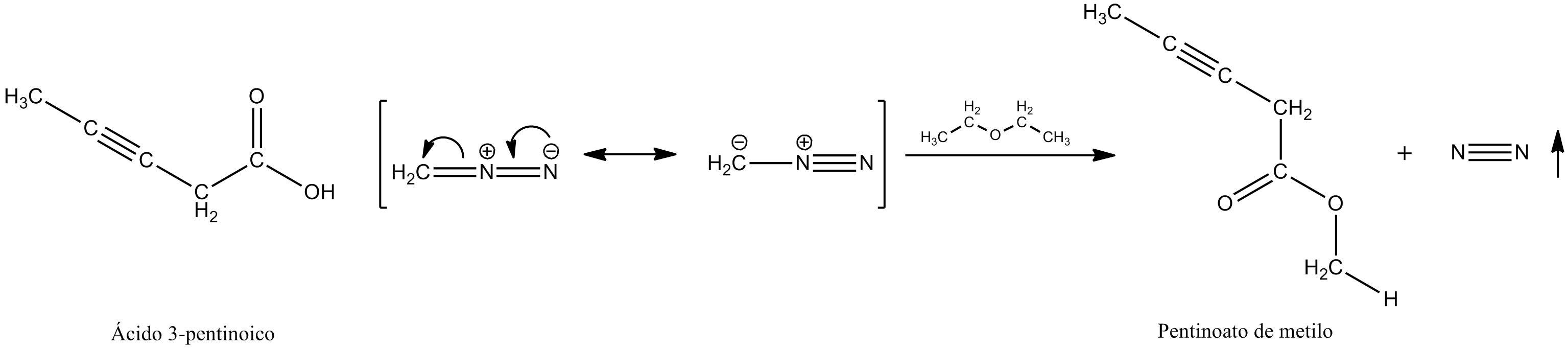
Síntesis de metilésteres con diazometano a partir de un ácido carboxílico.